# Peter Pollák
Peter Pollák (* 20. dubna 1973 Levoča) je slovenský politik a vysokoškolský učitel, v letech 2019 až 2024 poslanec Evropského parlamentu zvolený za OĽaNO. V letech 2012 až 2016 působil jako poslanec Národní rady SR. Je romské národnosti.

## Život
Narodil se v roce 1973 v Levoči. Věnuje se oboru sociální práce. Od roku 2006 přednášel na Univerzitě Konstantina Filozofa v Nitře. V roce 2009 získal doktorský titul v oboru sociální práce na Katolické univerzitě v Ružomberku. Od roku 2012 působil na Vysoké škole zdravotníctva a sociálnej práce sv. Alžbety Bratislava, Detašované pracoviště Praha, konkrétně pracoval na její Katedře sociální práce. Je autorem řady odborných publikací, jakož i politických dokumentů.
Jeho otec pracoval jako bagrista v Česku, matka byla uklízečka v mateřské škole. Má celkem čtyři sourozence. Jeho syn Peter Pollák ml. byl v parlamentních volbách v roce 2020 zvolen poslancem Národní rady.

### Politické působení
V parlamentních volbách na Slovensku v roce 2012 kandidoval z 8. místa kandidátní listiny hnutí OĽaNO. Získal 6 072 preferenčních hlasů a skončil tak na 14. místě kandidátní listiny. I přesto byl však členem Národní rady zvolen a stal se tak ověřovatelem výboru pro lidská práva a národnostní menšiny, členem Osobitného kontrolného výboru na kontrolu činnosti NBÚ a stálé delegace NR SR v Parlamentním shromáždění OBSE. Pollák byl zároveň jako vůbec první poslanec romského původu zvolen poslancem Národní rady Slovenské republiky.
V září 2012 byl jmenován vládou Roberta Fica na funkci vládního zplnomocněnce pro romské komunity s účinností od 1. října 2012, ve funkci skončil 30. dubna 2016.
V evropských volbách na Slovensku v roce 2019 byl zvolen poslancem Evropského parlamentu za hnutí OĽaNO, když na kandidátní listině hnutí získal nejvíce preferenčních hlasů (OĽaNO získalo jen jeden mandát). Stal se členem Evropské lidové strany, místopředsedou Delegace ve Výboru pro parlamentní spolupráci EU-Rusko a členem Výboru pro kulturu a vzdělávání. V evropských volbách v roce 2024 kandidoval jako lídr kandidátní listiny hnutí OĽaNO a strany Za ľudí, ale jím vedená kandidátní listina získala jen lehce přes 2 % hlasů voličů a Pollák tak mandát v Evropském parlamentu neobhájil.